# Stenosfemuraia
Stenosfemuraia is een geslacht van spinnen uit de familie trilspinnen (Pholcidae).

## Soorten
Het geslacht kent de volgende soort:
- Stenosfemuraia parva González-Sponga, 1998